# 松田大秀
松田 大秀（まつだ たいしゅう）は、日本の漫画家、イラストレーター。
主な作品にアスキーファミ通文庫『アーマード・コア～マスターオブアリーナ～」（篠崎砂美著）の挿絵、小学館スーパークエスト文庫『鋼鉄都市アガルタ』（黒沢哲哉著）の挿絵、学習研究社歴史群像新書『太平洋、燃ゆ! -空母「幻龍」戦記3』（中岡潤一郎著）の挿絵などがある。
なお、ウォー・シミュレーションゲーム専門誌シミュレイターには松田大義名義でイラストを掲載しているが、この筆名は、編集者（中黒靖？）の勘違いによる誤表記がそのまま使われたものだという。